# Max Laadvermogen
Max Laadvermogen fue un programa televisivo de los Países Bajos para niños emitido por la cadena VPRO en los años 80. Su contenido trataba sobre temas científicos, y tuvo una duración de trece capítulos.
Durante los años 90, esta misma cadena emitió el programa titulado Villa Achterwerk, también dirigido al público infantil, y que trataba sobre los experimentos que el "científico" Max Laadvermogen (protagonizado por René Groothof) llevaba a cabo junto a Midas Dekkers.
Los jóvenes espectadores podían aprender, entre otras cosas, cómo oler éter sin caerse desmayados, o cómo escribir un mensaje secreto con zumo de limón. La cadena VPRO acompañó  esta serie de programas con la edición de un libro para que los niños pudiesen reproducir los experimentos tranquilamente en su casa.
- Datos: Q2311779